# SOS (песен на Джонас Брадърс)
 Тази статия е за песента SOS.  За сигнала за бедствие вижте SOS.  
S.O.S. е песен на американската поп рок група Джонас Брадърс. Издадена е като трети сингъл от едноименния втори албум на групата и освен това е дебютният им сингъл в Европа и Великобритания.

## Информация за песента
В песента става дума за проблемни връзки с момичета, за разбити сърца и за чувства, които братята сравняват с „ходене по счупени стъкла“.
Известно е, че Ник е написал песента за двадесет минути, вдъхновена е от истинска история и идеята за нея му е дошла посред нощ.

## Представяне в класации
През август 2007 SOS дебютира в Billboard Hot 100 на 65 позиция, а през следващата седмица достига №19, ставайки първият сингъл на групата, достигнал Топ 20.
Песента се продава много добре и достига 4 място в класацията на Billboard Hot Digital Songs, на което и се задържа за две седмици.
В Австралия сингълът дебютира на 13 април 2008 на 48 позиция в ARIA Топ 50 и най-високото достигнато място е №47.
В немските класации, SOS влиза на 17 юни 2008 и се задържа там за една седмица, достигайки №26. В испанските Топ 40 достига №4 на 4 октомври.
Във Великобритания SOS има голям успех, влизайки на позиция №16 и стигайки №13. По-късно, въпреки интереса към видеото, пада и до №32.
По цял свят, сингълът има на 2 000 000 продадени копия, ставайки една от най-продаваните песни на 2007. По-късно е използвана на Б-страната на When You Look Me In The Eyes.
| Класации (2007 – 2009)       | Най-висока позиция |
| ---------------------------- | ------------------ |
| Топ 20 сингли Норвегия       | 2                  |
| Топ 50 сингли Белгия         | 8                  |
| Топ 75 сингли Великобритания | 13                 |
| Топ 50 сингли Ирландия       | 14                 |
| Топ 100 сингли Франция       | 15                 |
| Топ 100 сингли САЩ           | 17                 |
| Топ 100 сингли Германия      | 26                 |
| Топ 40 сингли Дания          | 28                 |
| Топ 60 сингли Швеция         | 28                 |
| Топ 40 сингли Холандия       | 32                 |
| Топ 75 сингли Австрия        | 33                 |
| Топ 50 сингли Австралия      | 47                 |
| Топ 100 сингли Канада        | 49                 |
| Топ 100 сингли Швейцария     | 66                 |

### UK CD Single 1
1. S.O.S (студийна версия)
2. Hello Beautiful (на живо)

### UK CD Single 2 – разширен
1. S.O.S (студийна версия)
2. Hello Beautiful (на живо)
3. Year 3000 (студийна версия)
4. S.O.S (видео)

## Видео клип
Клипът започва с Ник, чакащ на маса в ресторант на кораб. Пристига гаджето му и нейни приятелки, които не са поканени и Ник си тръгва. Видеото продължава с Кевин, който получава съобщение: „харесвам те, но...не те харесвам“ и изхвърля телефона си в кошче за боклук. По-късно Джо вижда гаджето си да говори по телефона и ѝ се усмихва. Тя затваря телефона и тръгва към него, но отзад се появява друго момче, Мойсес Ариас, и се оказва, че тя върви към него, а не към Джо, оставяйки го шокипан. Тримата братя се срещат на палубата и покрай тях минават три момичета, които ги заглеждат. Те хукват след тях. 
Видеото е заснето през юни 2007 на Британския лайнер „Кралица Мери“, намиращ се в Лонг Бийч, Калифорния. През ранния август се излъчва по Канал Дисни и в него участва Мойзес Ариас. Братята казват, че снимането на кораба е малко зловещо и че им е било забавно да се плашат един друг.
От качването на официалния видеоклип в YouTube през август 2007 има 70 830 102 гледания към 12:30 на 31 август 2009.